# Lattoinnesto
Il lattoinnesto è una coltura batterica, che si prepara in caseificio da latte munto non più di 2 ore prima, crudo e termizzato. Solitamente viene incubato a temperatura termofila per favorire lattobacilli e/o streptococchi. Il lattoinnesto viene utilizzato nella produzione casearia per formaggi a pasta molle e/o a pasta semidura e serve a favorire l'acidificazione del latte e, di conseguenza, le fermentazioni nella pasta del formaggio.
L'acidità del lattoinnesto viene misurata tramite la sua titolazione (°SH/50). Tale acidità varia in funzione del formaggio che deve essere prodotto; per i formaggi a pasta molle, l'acidità di solito (non è una regola) preferibilmente supera i 16°SH/50, mentre è inferiore per le paste semidure. Il lattoinnesto è utilizzato anche per la produzione di Mozzarella STG: è il substrato batterico che caratterizza questo formaggio.